# 伯爾切什蒂
伯爾切什蒂（罗马尼亚语：Bălcești）是羅馬尼亞的城鎮，位於該國西南部，距離首府勒姆尼庫沃爾恰64公里，由沃爾恰縣負責管轄，面積98.12平方公里，海拔高度210米，2007年人口5,710大多數居民信奉東正教。
44°37′00″N 23°56′22″E / 44.6167°N 23.9394°E